# Енріке Перес
Енріке Перес (ісп. Enrique Pérez, нар. 13 жовтня 1988, Сінапекуаро, Мічоакан) — мексиканський футболіст, захисник клубу «Атлас» та національної збірної Мексики.

## Клубна кар'єра
У дорослому футболі дебютував 2006 року виступами за другу команду клубу «Монаркас», в якій провів два сезони, взявши участь у 39 матчах чемпіонату. 
Своєю грою за цю команду привернув увагу представників тренерського штабу мексиканського клубу «Мерида», до складу якого приєднався на умовах річної оренди 2008 року.
2009 року повернувся до «Монаркас», ставши гравцем головної команди клубу та провівши в його складі наступні п'ять років своєї кар'єри гравця.
До складу клубу «Атлас» приєднався на умовах оренди на початку 2014 року.

## Виступи за збірну
2012 року дебютував в офіційних матчах у складі національної збірної Мексики. Відтоді провів у формі головної команди країни 3 матчі.